# Inventario de ansiedad de Beck
El Inventario de ansiedad de Beck (conocido por sus siglas en inglés «BAI») es un cuestionario de autoinforme creado por el psicólogo Aaron T. Beck, el cual consiste en 21 preguntas con modalidad de opción múltiple y permite medir el grado de ansiedad tanto en niños como adultos.
Las preguntas utilizadas remiten hacia los síntomas más comunes de ansiedad que el sujeto haya podido experimentar durante la última semana y enfatiza en síntomas tales como temblores, sudoración, escenas temidas, entre otros.  
Varios estudios han demostrado que el BAI es un cuestionario eficaz para detectar signos de ansiedad en niños y adultos.

## Características
Cada pregunta posee una escala del 0 al 3, siendo la más baja y la más alta respectivamente. Por consiguiente, un puntaje alto es indicador de una elevada ansiedad en el individuo. Las medidas del cuestionario son las siguientes:
- 0-7: ansiedad mínima
- 8-15: ansiedad leve
- 16-25: ansiedad moderada
- 26-63: ansiedad grave

## Enfoque bidimensional
Aunque se puede pensar la ansiedad como una variable multidimensional (que incluye aspectos cognitivos, fisiológicos, afectivos y conductuales), Beck incluyó sólo dos de esos aspectos: la cognitiva y la fisiológica. La subescala cognitiva puede revelar pensamientos irracionales y un funcionamiento cognitivo deficiente, mientras que la subescala fisiológica mide la intensidad exitatoria de los síntomas.
Desde la introducción del BAI, se han implementado otras estructuras factoriales, incluida una estructura de cuatro factores utilizada por Beck y Steer con pacientes ambulatorios ansiosos que incluían componentes ansiógenos neurofisiológicos, síntomas autonómicos, subjetivos y de pánico. En 1993, utilizaron una estructura de tres factores que incluía puntuaciones de subescala subjetiva, fisiológica y de pánico para diferenciar entre una muestra de pacientes ambulatorios clínicamente ansiosos.
Dado que la subescala fisiológica presenta 15 ítems de los 21 en total, probablemente eso le quite énfasis a las dimensiones cognitivas, afectivas y conductuales de la ansiedad. Por lo tanto, el BAI funciona más adecuadamente en los trastornos de ansiedad con un alto componente fisiológico, como el trastorno de pánico. Por otro lado, el BAI podría no funcionar  adecuadamente para trastornos como la fobia social o el trastorno obsesivo-compulsivo, que tienen una dimensión cognitiva y/o conductual más fuerte.

## Uso clínico
El BAI fue diseñado específicamente como «un inventario para medir la ansiedad clínica» que minimiza la superposición que pueda existir entre la depresión y ansiedad.
Dado que el BAI solo indaga los síntomas que ocurren durante la última semana, no mide la ansiedad como un rasgo. El BAI se puede describir como un instrumento capaz de medir «un estado de ansiedad prolongado» que, dentro de un ámbito clínico, es una evaluación importante. En el 2008, se desarrolló una versión del BAI, el Inventario de Rasgos de Ansiedad de Beck (en inglés «BAIT»: Beck Anxiety Inventory-Trait), para evaluar la ansiedad por rasgo en lugar de la ansiedad inmediata o prolongada. El BAIT fue desarrollado para minimizar la superposición entre la ansiedad y la depresión.